# Letis orcus
Letis orcus là một loài bướm đêm trong họ Erebidae.